# Canadian Army
Die Canadian Army (engl.) bzw. Armée canadienne (frz.) ist die Heereskomponente der verbundenen kanadischen Streitkräfte (Canadian Forces/Forces canadiennes). Daneben gibt es auch noch die Royal Canadian Navy (Marine) und die Royal Canadian Air Force (Luftwaffe).

## Organisation
Die Gründung der kanadischen Streitkräfte selbst geht auf das Jahr 1812 zurück, als eine solche Organisation als Unterstützung zur Abwehr der amerikanischen Invasoren benötigt wurde. Kanadische Einheiten haben im Britisch-Amerikanischen Krieg, im Burenkrieg, im Ersten und im Zweiten Weltkrieg gedient.
Kanada ist seit ihrer Gründung im Jahre 1949 Mitglied der NATO. Die kanadischen Streitkräfte in ihrer jetzigen Form entstanden erst am 1. Februar 1968, als die kanadische Regierung die bisherigen Teilstreitkräfte Canadian Army, die Royal Canadian Navy und die Royal Canadian Air Force organisatorisch zusammenführte, das Heer wurde in Folge als Canadian Forces Land Force Command bezeichnet. Kanada war einer der wenigen Staaten, die ihre Streitkräfte so eng zusammengefasst haben. Im Sommer 2011 wurden die historischen Bezeichnungen jedoch wieder eingeführt.
Seit der letzten Reform sind die kanadischen Landstreitkräfte in die folgenden fünf Divisionen gegliedert:
- 2nd Canadian Division (entstanden aus Land Force Quebec Area)
- 3rd Canadian Division (entstanden aus Land Force Western Area)
- 4th Canadian Division (entstanden aus Land Force Central Area)
- 5th Canadian Division (entstanden aus Land Force Atlantic Area)
- Canadian Army Doctrine and Training Centre (die Aus- und Weiterausbildungsorganisation des Heeres auf Divisionsebene)

Die 1st Canadian Division ist ein integriertes Einsatzführungskommando im Kanadischen Gemeinsamen Einsatzkommando (Canadian Joint Operations Command) für Auslandseinsätze für Heeres-, Marine- und Luftwaffeneinheiten und somit außer Kanadischen Heeresorganisation.

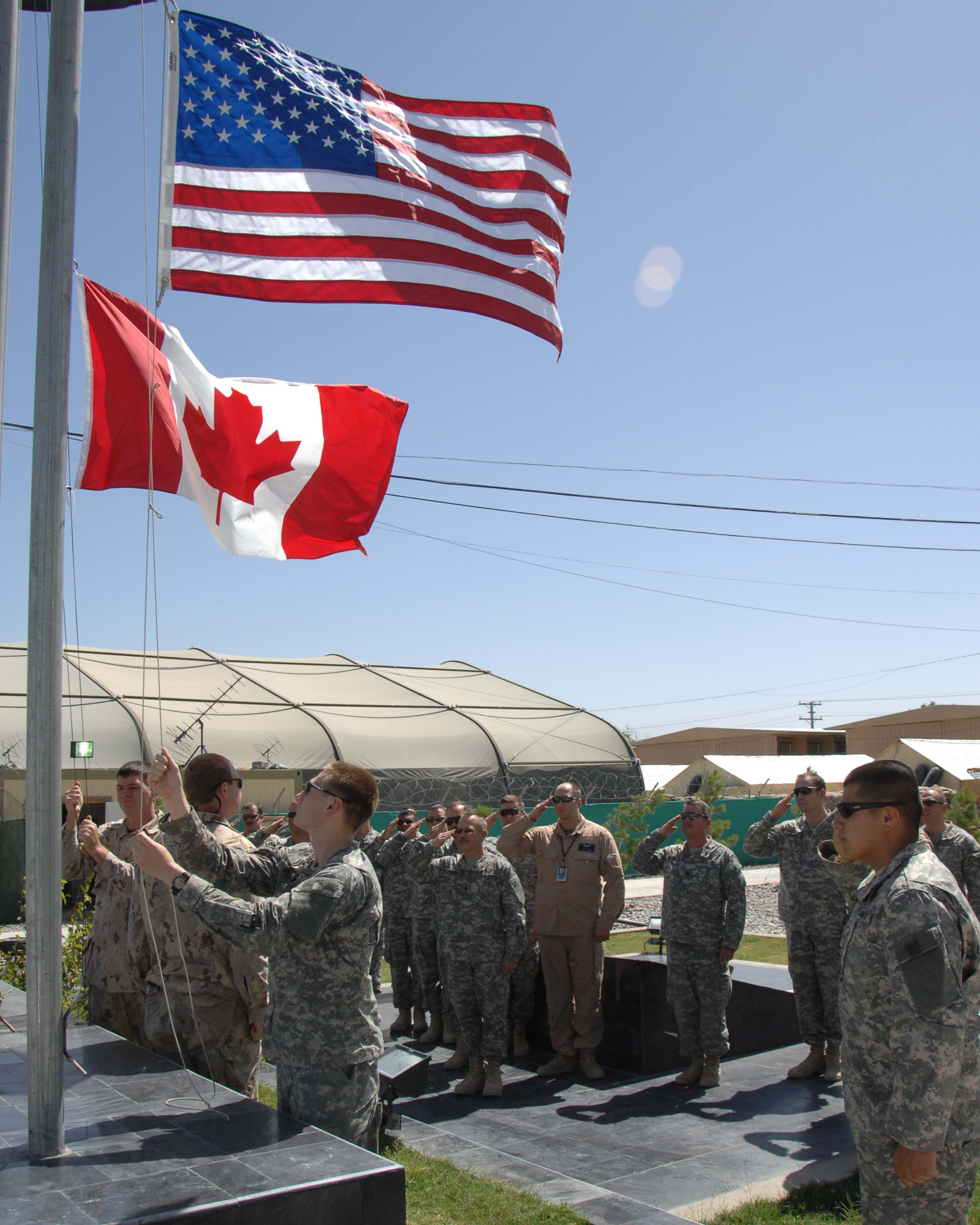
Kanadisches und US-amerikanisches Flaggenhissen in Afghanistan 2009

## Gliederung
Zum 1. Februar 1968 wurden die drei kanadischen Teilstreitkräfte (in traditioneller Reihung die Königliche Kanadische Marine, das kanadische Heer und die Königlichen Kanadischen Luftstreitkräfte) fusioniert und so entstand eine kombinierte Streitkraft – die Canadian Armed Forces / Forces armées canadiennes. In dieser neuen Struktur wurden die drei ehemaligen Teilstreitkräfte in sechs funktionelle Kommandos gegliedert – Seekommando (Maritime Command), Mobiles Kommando (Mobile Command), Luftverteidigungskommando (Air Defence Command), Lufttransportkommando (Air Transport Command), Versorgungskommando (Materiel Command) und das Ausbildungskommando (Training Command). Im Mobilen Kommando wurden die Heereskampfverbände, die Heeresfliegerverbände und die taktischen Jagdbomberverbände zusammengebunden. Im Jahre 1975 wurde die Luftkomponente des Mobilen Kommando im neuentstandenen Luftkommando (Air Command) eingegliedert und so wurde das Mobile Kommando generell eine Heereskomponente.
Im späteren Kalten Krieg waren die Heeresverbände in zwei Kategorien organisiert. Die regulären Einheiten bildeten zwei mechanisierte Brigadegruppen (die englischsprachige 1 Canadian Mechanized Brigade Group mit Hauptquartier in CFB Calgary und die französischsprachige 5e Groupe-brigade mécanisé du Canada mit Hauptquartier in CFB Valcartier) sowie eine kombinierte Schnelleingreifformation auf Brigadenebene – Special Service Force mit Hauptquartier in CFB Petawawa. Die in der Bundesrepublik Deutschland basierte 4 Canadian Mechanized Brigade Group (mit Hauptquartier in CFB Lahr in Baden-Württemberg) unterstand dem Kommando der Canadian Forces Europe. Die Heeresmilizverbände waren in fünf territorielle Milizbezirke auf Divisionsebene organisiert und jeder Bezirk enthielt Milizdistrikte auf Brigadenebene – Atlantic Militia Area mit sechs, Quebec Militia Area mit drei, Central Militia Area mit sechs, Prairie Militia Area mit fünf und Pacific Militia Area mit sechs.
Nach dem Ende des Kalten Krieges wurden die kanadischen Streitkräfte grundsätzlich umstrukturiert. Die 4 Canadian Mechanized Brigade Group-Brigade und das 4 Wing-Jagdfliegergeschwader in der BRD wurden zurück nach Kanada gebracht und das Canadian Forces Europe-Kommando wurde aufgelöst. Die Special Service Force-Eingreifbrigade wurde auch aufgelöst. Die regulären und Milizverbände wurden in vier neuen Landstreitkräftengebieten (Land Forces Area) integriert. Atlantic Militia Area wurde das neue Land Forces Atlantic Area, Quebec Militia Area wurde Land Forces Quebec Area, Central Militia Area wurde Land Forces Central Area und das Prairie Militia Area und Pacific Militia Area wurden im neuen Land Forces Western Area zusammengebracht. Die Milizverbände wurden in motorisierten Kanadischen Brigadegruppen (Canadian Brigade Group (CBG)) neuorganisiert, ähnlich den regulären Heeresverbänden, die in Kanadischen Mechanisierten Brigadegruppen (Canadian Mechanised Brigade Group (CMBG)) organisiert sind. Mit dieser Umstrukturierung wurde das Mobile Command in Land Forces Command umbenannt.
Aus traditionellen Gründen wurden im Jahre 2011 das Landkommando, Seekommando und das Luftkommando in Heer, Königliche Kanadische Marine und Königliche Kanadische Luftstreitkräfte sowie im Jahre 2013 die vier Landstreitkräftekommandos in Heeresdivisionen umbenannt. Die integrierte Struktur der kanadischen Streitkräfte wurde jeweils beibehalten. Die wiederaufgestellten Heeresdivisionen sind eigentlich nicht taktische Großverbände, sondern territorielle Heeresbezirke. Aus diesem Grund sind diese Formationen zusätzlich zu den regulären und Milizbrigaden auch für Ausbildungszentren, Logistik- und Infrastruktureinheiten und für Patrouillenverbände der Kanadischen Rangers verantwortlich.
Am 1. April 2015 wurde die 1st Canadian Division als integriertes Einsatzführungskommando im Canadian Joint Operations Command für Auslandseinsätze für Heeres-, Marine- und Luftwaffeneinheiten verlegt und ist somit kein Heeresgroßverband mehr. Im Jahr 2017 hat das kanadische Heer die folgende Gliederung:
Heeresführungskommando (Land Forces Staff, im National Defence Headquarters in Ottawa integriert)
- 2e Division du Canada (BFC Valcartier, Québec; für Québec (QC) verantwortlich)[4]
  - reguläre Kräfte
    - 5e Groupe-brigade mécanisé du Canada (BFC Valcartier, QC)
      - Quartier général et Escadron des transmissions 5 GBMC (BFC Valcartier, QC) – Brigadestab und Fernmeldeschwadron
      - 12e Régiment blindé du Canada (BFC Valcartier, QC) – reguläres Bataillon des 12. Kanadischen Gepanzerten Regiments (Panzer und Schützenpanzer)
      - 1er Bataillon, Royal 22e Régiment (BFC Valcartier, QC) – mechanisierte Infanterie
      - 2e Bataillon, Royal 22e Régiment (Québec, QC) – mechanisierte Infanterie
      - 3e Bataillon, Royal 22e Régiment (BFC Valcartier, QC) – leichte Infanterie (je eine Fallschirmjägerluftlande-, Hubschrauberluftlande- und Gebirgsjägerkompanie)
      - 5e Régiment d’artillerie légère du Canada (BFC Valcartier, QC) – gezogenes Artilleriebataillon
      - 5e Régiment de Génie de combat (BFC Valcartier, QC) – Kampfpionierbataillon
      - 5e Bataillon des services (BFC Valcartier, QC) – Unterstützungsbataillon
      - folgende Einheiten unterstützen die Brigade (keine Heereseinheiten):
        - 430. Taktische Hubschrauberstaffel / 1. Geschwader (Royal Canadian Air Force)
        - 5. Militärpolizeizug / 5. Militärpolizeiregiment (Land Force Military Police Group / Canadian Forces Military Police)
        - 5. Feldambulanz / 4. Gruppe der Gesundheitsdienste (Canadian Forces Health Services Group)

    - Groupe de soutien de la 2e Division du Canada (BFC Montréal, QC) – Unterstützungsgruppe der 2. Kanadische Division
      - Quartier général du Groupe de soutien de la 2e Division du Canada – Stab der UG 2. KD
      - Escadron des transmissions du Groupe de soutien de la 2e Division du Canada (BFC Valcartier) – Fernmeldeschwadron der UG 2.KD
      - Base des Forces canadiennes / Unité de soutien de secteur Montréal (Montréal) – Kanadische Streitkräftestützpunkt / Sektorunterstützungseinheit Montréal
      - Base de soutien de la 2e Division du Canada Valcartier (BFC Valcartier) – Unterstützungsbasis der 2. Kanadische Division Valcartier
      - Base des Forces canadiennes Saint-Jean (Saint-Jean-sur-Richelieu) – Kanadische Streitkräftestützpunkt Saint-Jean

    - Centre d'instruction de la 2e Division du Canada (BFC Valcartier, QC) – Ausbildungszentrum der 2. Kanadischen Division

  - primäre Reserve
    - 34e Groupe-brigade canadienne (Montréal, QC) – motorisierte Reservebrigade
      - Quartier général du 34e Groupe-brigade du Canada (Montreal) – Brigadestab
      - 34e Régiment des Transmissions (Montreal) – Fernmeldebataillon
      - The Royal Canadian Hussars (Montreal) (Montreal) – gepanzertes Aufklärungsbataillon mit Textron TAPV und Mercedes-Benz G-Wagen
      - Le Régiment de Hull (Royal Canadian Armoured Corps) (Hull, Québec) – gepanzertes Aufklärungsbataillon mit Textron TAPV und Mercedes-Benz G-Wagen
      - 4e Bataillon, Royal 22e Régiment (Régiment de Châteauguay) (Laval) – leichte Infanterie
      - 6e Bataillon, Royal 22e Régiment (Saint-Hyacinthe) – leichte Infanterie
      - Le Régiment de Maisonneuve (Montreal) – leichte Infanterie
      - Les Fusiliers Mont-Royal (Montreal) – leichte Infanterie
      - The Black Watch (Royal Highland Regiment of Canada) (Montreal) – leichte Infanterie
      - The Canadian Grenadier Guards (Montreal) – leichte Infanterie
      - The Royal Montreal Regiment (Westmount) – leichte Infanterie
      - 2e Régiment d'artillerie de campagne, Régiment royal de l'Artillerie canadienne (Montreal) – gezogenes Artilleriebataillon
      - 34 Régiment du Génie (Westmount) – Kampfpionierbataillon
      - 34e Bataillon des services (Saint-Hubert) – Unterstützungsbataillon

    - 35e Groupe-brigade canadienne (Ville de Québec, QC)
      - Quartier général du 35e Groupe-brigade du Canada (Ville de Québec) – Brigadestab
      - 35e Régiment des transmissions (Ville de Québec) – Fernmeldebataillon
      - Sherbrooke Hussars (Sherbrooke) – gepanzertes Aufklärungsbataillon mit Textron TAPV und Mercedes-Benz G-Wagen
      - 12e Régiment blindé du Canada (Milice) (Trois-Rivières) – das Reservebataillon des 12. Kanadischen Gepanzerten Regiments, gepanzertes Aufklärungsbataillon mit Textron TAPV und Mercedes-Benz G-Wagen
      - Le Régiment de la Chaudière (Lévis, Québec) – leichte Infanterie
      - Le Régiment du Saguenay (Chicoutimi) – leichte Infanterie
      - Les Fusiliers de Sherbrooke (Sherbrooke) – leichte Infanterie
      - Les Fusiliers du St-Laurent (Rimouski) – leichte Infanterie
      - Les Voltigeurs de Québec (Ville de Québec) – leichte Infanterie
      - 6e Régiment d’artillerie de campagne, Régiment royal de l'Artillerie canadienne (Lévis, Québec) – gezogenes Artilleriebataillon
      - 62e Régiment d’artillerie de campagne, Régiment royal de l'Artillerie canadienne (Shawinigan) – gezogenes Artilleriebataillon
      - 35e Régiment de Génie de combat (Ville de Québec) – Kampfpionierbataillon
      - 35e Bataillon des services (Ville de Québec) – Unterstützungsbataillon

    - 4e Compagnie du Renseignement (Montreal) – Militärnachrichteinheit
    - 34 Compagnie des activités d'influence (Montreal) – psychologische Kriegsführung
    - 35 Compagnie des activités d'influence (Québec) – psychologische Kriegsführung

  - sekundäre Reserve
    - 2e Groupe de patrouilles des Rangers canadiens (Saint-Jean-sur-Richelieu, QC) – Canadian Rangers, 23 Patrouilleneinheiten
- 3rd Canadian Division (CFB Edmonton, Alberta; für British Columbia (BC), Alberta (AB), Manitoba (MB), Saskatchewan (SK) Bundesprovinzen verantwortlich, sowie für einen Teil von Ontario – Thunder Bay und westlich von der Stadt)[5]
  - reguläre Kräfte
    - 1 Canadian Mechanized Brigade Group (CFB Edmonton, AB)
      - 1 CMBG Headquarters & Signal Squadron (CFB Edmonton)
      - Lord Strathcona's Horse (Royal Canadians) (CFB Edmonton) – gepanzertes Bataillon (Panzer und Schützenpanzer)
      - 1st Battalion, Princess Patricia's Canadian Light Infantry Mechanized infantry (CFB Edmonton) – mechanisierte Infanterie
      - 2nd Battalion, Princess Patricia's Canadian Light Infantry Mechanized infantry (CFB Shilo) – mechanisierte Infanterie
      - 3rd Battalion, Princess Patricia's Canadian Light Infantry Light infantry (CFB Edmonton) – leichte Infanterie (je eine Fallschirmjägerluftlande-, Hubschrauberluftlande- und Gebirgsjägerkompanie)
      - 1st Regiment, Royal Canadian Horse Artillery (CFB Shilo) – gezogenes Artilleriebataillon
      - 1 Combat Engineer Regiment (CFB Edmonton) – Kampfpionierbataillon
      - 1 Service Battalion (CFB Edmonton) – Unterstützungsbataillon
      - folgende Einheiten unterstützen die Brigade (keine Heereseinheiten):
        - 408. Taktische Hubschrauberstaffel / 1. Geschwader (Royal Canadian Air Force)
        - 1. Militärpolizeizug / 1. Militärpolizeiregiment (Land Force Military Police Group / Canadian Forces Military Police)
        - 1. Feldambulanz / 1. Gruppe der Gesundheitsdienste (Canadian Forces Health Services Group)

    - 3rd Canadian Division Support Group (CFB Edmonton, AB)
      - 3rd Canadian Division Support Group HQ (CFB Edmonton) – Stab der UG 3. KD
      - 3rd Canadian Division Support Group Signal Squadron (CFB Edmonton) – Fernmeldeschwadron der UG 3. KD
      - Canadian Forces Base / Area Support Unit Shilo – Kanadische Streitkräftestützpunkt / Sektorunterstützungseinheit Shilo
      - 3rd Canadian Division Support Base Edmonton – Unterstützungsbasis der 3. Kanadische Division Edmonton
      - Canadian Forces Base Suffield – Kanadische Streitkräftestützpunkt Suffield
      - Royal Canadian Artillery Band – Militärmusikkorps

    - 3rd Canadian Division Training Centre (Wainwright, AB) – Ausbildungszentrum der 3. Kanadischen Division

  - primäre Reserve
    - 38 Canadian Brigade Group (Winnipeg, MN)
      - 38 Canadian Brigade Group HQ (Winnipeg) – Brigadestab
      - 38 Signal Regiment (Regina, Saskatoon, Winnipeg, Thunder Bay) – Fernmeldebataillon
      - The Saskatchewan Dragoons (Moose Jaw) – gepanzertes Aufklärungsbataillon mit Textron TAPV und Mercedes-Benz G-Wagen[6]
      - The Fort Garry Horse (Winnipeg) – gepanzertes Aufklärungsbataillon mit Textron TAPV und Mercedes-Benz G-Wagen
      - The Royal Winnipeg Rifles (Winnipeg) – leichte Infanterie
      - The Lake Superior Scottish Regiment (Thunder Bay) – leichte Infanterie
      - The North Saskatchewan Regiment (Saskatoon und Prince Albert) – leichte Infanterie
      - The Royal Regina Rifles (Regina) – leichte Infanterie
      - The Queen’s Own Cameron Highlanders of Canada (Winnipeg) – leichte Infanterie
      - 10th Field Artillery Regiment, Royal Canadian Artillery (Regina und Yorkton) – gezogenes Artilleriebataillon
      - 26th Field Artillery Regiment, Royal Canadian Artillery (Brandon und Portage la Prairie) – gezogenes Artilleriebataillon
      - 116th Independent Field Battery, Royal Canadian Artillery (Kenora) – gezogene Artilleriebatterie
      - 38 Combat Engineer Regiment (Saskatoon und Winnipeg) – Kampfpionierbataillon
      - 38 Service Battalion (Regina, Saskatoon, Winnipeg und Thunder Bay) – Unterstützungsbataillon

    - 39 Canadian Brigade Group (Vancouver, BC)
      - 39 Canadian Brigade Group HQ (Vancouver) – Brigadestab
      - 39 Signal Regiment (Vancouver, Victoria und Nanaimo) – Fernmeldebataillon
      - The British Columbia Regiment (Duke of Connaught's Own) (Vancouver) – gepanzertes Aufklärungsbataillon mit Textron TAPV und Mercedes-Benz G-Wagen
      - The British Columbia Dragoons (Kelowna und Vernon) – gepanzertes Aufklärungsbataillon mit Textron TAPV und Mercedes-Benz G-Wagen
      - The Rocky Mountain Rangers (Kamloops and Prince George) – leichte Infanterie
      - The Royal Westminster Regiment (New Westminster and Chilliwack) – leichte Infanterie
      - The Seaforth Highlanders of Canada (Vancouver) – leichte Infanterie
      - The Canadian Scottish Regiment (Princess Mary’s) (Victoria, Nanaimo and Comox) – leichte Infanterie
      - 5th (British Columbia) Field Artillery Regiment, RCA (Victoria und Nanaimo) – gezogenes Artilleriebataillon
      - 15th Field Artillery Regiment, RCA (Vancouver und Aldergrove) – gezogenes Artilleriebataillon
      - 39 Combat Engineer Regiment (Vancouver, Chilliwack und Trail) – Kampfpionierbataillon
      - 39 Service Battalion (Richmond und Victoria) – Unterstützungsbataillon

    - 41 Canadian Brigade Group (Calgary, AB)
      - 41 Canadian Brigade Group HQ (Calgary)
      - 41 Signal Regiment (Calgary, Edmonton und Red Deer) – Fernmeldebataillon
      - The South Alberta Light Horse (Edmonton und Medicine Hat) – gepanzertes Aufklärungsbataillon mit Textron TAPV und Mercedes-Benz G-Wagen
      - The King's Own Calgary Regiment (Royal Canadian Armoured Corps) (Calgary) – gepanzertes Aufklärungsbataillon mit Textron TAPV und Mercedes-Benz G-Wagen
      - The Loyal Edmonton Regiment (4th Battalion, Princess Patricia's Canadian Light Infantry) (Edmonton und Yellowknife) – leichte Infanterie
      - The Calgary Highlanders (Calgary) – leichte Infanterie
      - 20th Field Artillery Regiment, Royal Canadian Artillery (Edmonton und Red Deer) – gezogenes Artilleriebataillon
      - 20th Independent Field Battery, Royal Canadian Artillery (Lethbridge) – gezogene Artilleriebatterie
      - 41 Combat Engineer Regiment (Calgary und Edmonton) – Kampfpionierbataillon
      - 41 Service Battalion (Calgary und Edmonton) – Unterstützungsbataillon

    - 6 Intelligence Company (CFB Edmonton) – Militärnachrichteneinheit
    - 1 Military Police Regiment (CFB Edmonton) (Land Force Military Police Group / Canadian Forces Military Police)

  - sekundäre Reserve
    - 4th Canadian Ranger Patrol Group (CFB Victoria, BC) – Canadian Rangers, 43 Patrouilleneinheiten
- 4th Canadian Division (Denison Armoury, Toronto, Ontario; für Ontario (ON) verantwortlich)[7]
  - reguläre Kräfte
    - 2 Canadian Mechanized Brigade Group (CFB Petawawa, ON)
      - 2 CMBG Headquarters & Signal Squadron (CFB Petawawa) – Brigadestab und Fernmeldeschwadron
      - The Royal Canadian Dragoons (CFB Petawawa) – gepanzertes Bataillon (Kampfpanzer und Schützenpanzer, ein Panzerschwadron unter 5. Kanadischen Division in Gagetown, NB)
      - 1st Battalion, The Royal Canadian Regiment (CFB Petawawa) – mechanisierte Infanterie
      - (2nd Battalion, The Royal Canadian Regiment (CFB Gagetown) – mechanisierte Infanterie, unter 5. Kanadischen Division in Gagetown, NB)
      - 3rd Battalion, The Royal Canadian Regiment (CFB Petawawa) – leichte Infanterie (mit zwei Fallschirmjägerluftlande-, eine Hubschrauberluftlande- und eine Gebirgsjägerkompanie)
      - 2nd Regiment, Royal Canadian Horse Artillery (CFB Petawawa) – gezogenes Artilleriebataillon
      - 2 Combat Engineer Regiment (CFB Petawawa) – Kampfpionierbataillon
      - 2 Service Battalion (CFB Petawawa) – Unterstützungsbataillon
      - folgende Einheiten unterstützen die Brigade (keine Heereseinheiten):
        - 450. Taktische Hubschrauberstaffel / 1. Geschwader (Royal Canadian Air Force)
        - 2. Militärpolizeizug / 2. Militärpolizeiregiment (Land Force Military Police Group / Canadian Forces Military Police)
        - 2. Feldambulanz / 4. Gruppe der Gesundheitsdienste (Canadian Forces Health Services Group)

    - 2. Pionierbauzug / 4. Pionierunterstützungsregiment (CFB Petawawa)
    - 4th Canadian Division Support Group (Petawawa, ON) – Unterstützungsgruppe der 4. Kanadischen Division
      - 4th Canadian Division Support Group HQ (CFB Petawawa) – Stab der UG 4. KD
      - 4th Canadian Division Support Group Signal Squadron (CFB Petawawa) – Fernmeldeschwadron der UG 4. KD
      - 4th Canadian Division Support Base Petawawa – Unterstützungsbasis der 4. Kanadische Division Petawawa
      - Area Support Unit Toronto – Sektorunterstützungseinheit Shilo
      - 4th Canadian Division Support Base Petawawa Personnel Services – Dienste für Personnelangelegenheiten der UG 4. KD
      - 4th Canadian Division Support Base Petawawa Operations Services – Dienste für Einsatzangelegenheiten der UG 4. KD
      - 4th Canadian Division Support Base Petawawa Technical Services – Technische Dienste der UG 4. KD
      - 4th Canadian Division Support Base Petawawa Engineers Services – Wartungsdienste der UG 4. KD
      - 4th Canadian Division Support Base Petawawa Safety Services – Rettungsdienste der UG 4. KD
      - 4th Canadian Division Support Base Petawawa Environmental Services – Umweltschutzdienste der UG 4. KD
      - 4th Canadian Division Support Base Petawawa Corporate Services – Vertragsdienste der UG 4. KD

    - 4th Canadian Division Training Centre (Meaford, ON) – Ausbildungszentrum der 4. Kanadischen Division

  - primäre Reserve
    - 31 Canadian Brigade Group (London, ON)
      - 31 Canadian Brigade Group HQ (London und Sarnia) – Brigadestab
      - 31 Signal Regiment (Hamilton) – Fernmeldebataillon
      - 1st Hussars (London) – gepanzertes Aufklärungsbataillon mit Textron TAPV und Mercedes-Benz G-Wagen
      - The Windsor Regiment (Royal Canadian Armoured Corps) (Windsor) – gepanzertes Aufklärungsbataillon mit Textron TAPV und Mercedes-Benz G-Wagen
      - The Royal Hamilton Light Infantry (Wentworth Regiment) (Hamilton) – leichte Infanterie
      - 4th Battalion, The Royal Canadian Regiment (London und Stratford) – leichte Infanterie
      - The Royal Highland Fusiliers of Canada (Cambridge und Kitchener) – leichte Infanterie
      - The Grey and Simcoe Foresters (Owen Sound und Barrie) – leichte Infanterie
      - The Essex and Kent Scottish (Windsor und Chatham) – leichte Infanterie
      - The Argyll and Sutherland Highlanders of Canada (Princess Louise's) (Hamilton) – leichte Infanterie
      - 11th Field Artillery Regiment, Royal Canadian Artillery (Guelph und Hamilton) – gezogenes Artilleriebataillon
      - 31 Combat Engineer Regiment (The Elgins) (St. Thomas und Waterloo) – Kampfpionierbataillon
      - 31 Service Battalion (London, Hamilton, Windsor und Sault Ste. Marie) – Unterstützungsbataillon

    - 32 Canadian Brigade Group (Toronto, ON)
      - 32 Canadian Brigade Group HQ (Toronto) – Brigadestab
      - 32 Signal Regiment (Toronto) – Fernmeldebataillon
      - The Governor General’s Horse Guards (Toronto) – gepanzertes Aufklärungsbataillon mit Textron TAPV und Mercedes-Benz G-Wagen
      - The Queen’s York Rangers (1st American Regiment) (Royal Canadian Armoured Corps) (Toronto und Aurora) – gepanzertes Aufklärungsbataillon mit Textron TAPV und Mercedes-Benz G-Wagen
      - The Queen’s Own Rifles of Canada (Toronto und Scarborough) – leichte Infanterie
      - The Royal Regiment of Canada (Toronto) – leichte Infanterie
      - The Lincoln and Welland Regiment (St. Catharines und Welland) – leichte Infanterie
      - The Lorne Scots (Peel, Dufferin and Halton Regiment) (Brampton, Oakville und Georgetown) – leichte Infanterie
      - 48th Highlanders of Canada (Toronto) – leichte Infanterie
      - The Toronto Scottish Regiment (Queen Elizabeth the Queen Mother's Own) (Toronto und Mississauga) – leichte Infanterie
      - 7th Toronto Regiment, Royal Canadian Artillery (Toronto) – gezogenes Artilleriebataillon
      - 56th Field Artillery Regiment, Royal Canadian Artillery (Brantford) – gezogenes Artilleriebataillon
      - 32 Combat Engineer Regiment (Toronto) – Kampfpionierbataillon
      - 32 Service Battalion (Toronto) – Unterstützungsbataillon

    - 33 Canadian Brigade Group (Ottawa, ON)
      - 33 Canadian Brigade Group HQ (Ottawa) – Brigadestab
      - 33 Signal Regiment (Ottawa) – Fernmeldebataillon
      - The Ontario Regiment (Royal Canadian Armoured Corps) (Oshawa) – gepanzertes Aufklärungsbataillon mit Textron TAPV und Mercedes-Benz G-Wagen
      - Governor General's Foot Guards (Ottawa) – leichte Infanterie und Ehrenformation
      - The Princess of Wales' Own Regiment (Kingston) – leichte Infanterie
      - The Hastings and Prince Edward Regiment (Belleville, Peterborough und Cobourg) – leichte Infanterie
      - The Brockville Rifles (Brockville) – leichte Infanterie
      - Stormont, Dundas and Glengarry Highlanders (Cornwall) – leichte Infanterie
      - The Cameron Highlanders of Ottawa (Duke of Edinburgh's Own) (Ottawa) – leichte Infanterie
      - The Algonquin Regiment (North Bay and Timmins) – leichte Infanterie
      - 2nd Battalion, Irish Regiment of Canada (Sudbury) leichte Infanterie
      - 30th Field Artillery Regiment, Royal Canadian Artillery (Ottawa) – gezogenes Artilleriebataillon
      - 42nd Field Artillery Regiment (Lanark and Renfrew Scottish), Royal Canadian Artillery (Pembroke) – gezogenes Artilleriebataillon
      - 49th Field Artillery Regiment, Royal Canadian Artillery (Sault Ste. Marie) – gezogenes Artilleriebataillon
      - 33 Combat Engineer Regiment (Ottawa) – Kampfpionierbataillon
      - 33 Service Battalion (Ottawa, North Bay und Sault Ste Marie) – Unterstützungsbataillon

    - Ceremonial Guard (Ottawa) – Ehrenformation
    - 2 Intelligence Company (Toronto) – Militärnachrichteneinheit
    - 7 Intelligence Company (Ottawa) – Militärnachrichteneinheit

  - sekundäre Reserve
    - 3rd Canadian Ranger Patrol Group (CFB Borden) – 15 Patrouilleneinheiten
- 5th Canadian Division (CFB Halifax, Nova Scotia; für New Brunswick (NB), Nova Scotia (NS), Prince Edward Island (PE) und Newfoundland and Labrador (NL) Bundesprovinzen verantwortlich)[8]
  - reguläre Kräfte
    - Canadian Combat Support Brigade (CCSB) (Kingston, ON)[9] Der Brigadestab befindet sich außerhalb von der geografischen Verantwortung der 5. Kanadischen Division (in Kingston, Ontario). Sie ist aber vorerst ein Ausbildungszentrum für Informationseinsätze und kommt dafür unter dieser meistens Ausbildungsdivision.
      - Influence Activities Task Force (Halifax) – PsyOps und CiMiC
      - Canadian Army Intelligence Regiment
      - 21. EloKa-Regiment (CFB Kingston)
      - 4th Artillery Regiment (General Support), Royal Canadian Artillery (CFB Gagetown) – Lenkwaffenfliegerabwehr
      - 4 Engineer Support Regiment (CFB Gagetown) – Pionierunterstützung

    - CFB Gagetown ist der größte Ausbildungsstützpunkt des kanadischen Heeres. Dort werden Einheiten der drei reguläre Brigadegruppen geübt. Dazu sind auch das 2. Bataillon, Königliches Kanadisches Regiment, sowie eine gemischte Leopard 2 Kampfpanzerschwadron von Angehörigen der Königliche Kanadische Dragoner und des 12. Kanadischen Gepanzerten Regiments unter der 5. Kanadischen Division.
      - C. Squadron, The Royal Canadian Dragoons, Royal Canadian Armoured Corps (CFB Gagetown) – Kampfpanzer
      - 2nd Battalion, The Royal Canadian Regiment (CFB Gagetown) – mechanisierte Infanterie
      - folgende Einheiten unterstützen die Heereseinheiten in CFB Gagetown:
        - 403. Hubschraubereinsatzausbildungsstaffel / 1. Geschwader (Royal Canadian Air Force)
        - 3 Military Police Regiment Detachment Gagetown (Land Force Military Police Group / Canadian Forces Military Police)
        - 42 Canadian Forces Health Services Centre Gagetown (Canadian Forces Health Services Group)
        - Canadian Army Trials and Evaluation Unit

  - 5th Canadian Division Support Group (Oromocto, NB) – Unterstützungsgruppe der 5. Kanadischen Division
  - 5th Canadian Division Training Centre (Oromocto, NB) – Ausbildungszentrum der 5. Kanadischen Division
  - primäre Reserve
    - 36 Canadian Brigade Group (Halifax, NS)
      - 36 Canadian Brigade Group HQ (Halifax) – Brigadestab
      - 36 Canadian Brigade Group (NS) Band (Halifax) – Militärmusikkorps
      - 36 Signal Regiment (Halifax, Glace Bay und Charlottetown) – Fernmeldebataillon
      - The Halifax Rifles (Royal Canadian Armoured Corps) (Halifax) – gepanzertes Aufklärungsbataillon mit Textron TAPV und Mercedes-Benz G-Wagen
      - The Prince Edward Island Regiment (Royal Canadian Armoured Corps) (Charlottetown) – gepanzertes Aufklärungsbataillon mit Textron TAPV und Mercedes-Benz G-Wagen
      - The Princess Louise Fusiliers (Halifax) – leichte Infanterie
      - The West Nova Scotia Regiment (Aldershot) – leichte Infanterie
      - 1st Battalion, The Nova Scotia Highlanders (North) (Truro, Amherst und Springhill) – leichte Infanterie
      - The Cape Breton Highlanders (Sydney) – leichte Infanterie
      - 1st (Halifax-Dartmouth) Field Artillery Regiment, Royal Canadian Artillery (Halifax) – gezogenes Artilleriebataillon
      - 84th Independent Field Battery, Royal Canadian Artillery (Yarmouth) – gezogene Artilleriebatterie
      - 36 Combat Engineer Regiment (Sydney und Halifax) – Kampfpionierbataillon
      - 36 Service Battalion (Halifax und Sydney) – Unterstützungsbataillon

    - 37 Canadian Brigade Group (Moncton, NB)
      - 37 Canadian Brigade Group HQ (Moncton) – Brigadestab
      - 37 Signal Regiment (Saint John und St John’s) – Fernmeldebataillon
      - 8th Canadian Hussars (Princess Louise's) (Moncton) – gepanzertes Aufklärungsbataillon mit Textron TAPV und Mercedes-Benz G-Wagen
      - The Royal New Brunswick Regiment (Carleton and York) (Fredericton) – leichte Infanterie
      - The North Shore (New Brunswick) Regiment (Bathurst) – leichte Infanterie
      - 1st Battalion, The Royal Newfoundland Regiment (St. John’s) – leichte Infanterie
      - 2nd Battalion, The Royal Newfoundland Regiment (Corner Brook) – leichte Infanterie
      - 3rd Field Artillery Regiment, Royal Canadian Artillery (Saint John) – gezogenes Artilleriebataillon
      - 37 Combat Engineer Regiment (St. John’s und Fredericton) – Kampfpionierbataillon
      - 37 Service Battalion (Saint John) – Unterstützungsbataillon

    - 3 Intelligence Company (Halifax) – Militärnachrichteneinheit

  - sekundäre Reserve
    - 5th Canadian Ranger Patrol Group (Gander, NL) – 32 Patrouilleneinheiten
- Canadian Army Doctrine and Training Centre (CFB Kingston, ON)[10]
  - Canadian Army Command and Staff College (CFB Kingston, ON)
  - Peace Support Training Centre Kingston (CFB Kingston, ON)
  - Canadian Manoeuvre Training Centre (CFB Wainwright, AB)
  - Combat Training Centre (CTC) (CFB Gagetown, NB) (die Lehrverbandbrigade des kanadischen Heeres)

Die drei Bundesterritorien in nördlichen Kanada verfügen über keine reguläre oder Milizbrigaden. Einsätze in diesen Gebieten sind nicht in der Verantwortung des Heeres, sondern direkt vom Canadian Joint Operations Command (CJOC) / Commandement des opérations interarmées du Canada (COIC) durch Joint Task Force (North) geführt.

## Einheiten
Die Streitkräfte des Dominions Kanada entstanden aus den lokalen Milizeinheiten und aus in Kanada dienenden regulären Einheiten der britischen Streitkräfte. Aus diesem Grund folgen sie ihren Traditionen. So bildet das kanadische Heer Regimenter in Bataillonsstärke. Die einzigen Ausnahmen sind die drei regulären Regimenter der Infanterie, das Reserve Royal Newfoundland Regiment der Infanterie und das integrierte 12e Régiment blindé du Canada der Kavallerie, das ein reguläres und ein Reservebataillon (beide Regimenter genannt) hat.

### Infanterie
Infanterie oder Fußtruppen sind zu Fuß kämpfende, mit Handwaffen ausgerüstete Soldaten der Bodenstreitkräfte. Ausrüstung des gesamten Heer sind der Maschinenkarabiner Colt Canada C7A1 (kanadische Version des M16), als Ordonnanzwaffe die 9-mm-Pistole Browning und als Standardmaschinengewehr das FN MAG (C6 GPMG). Die Infanterie nutzt Radpanzer des Typs LAV III (Light Armoured Vehicle III). Die kanadische Infanterie ist im Königlichen Kanadischen Infanteriekorps (Royal Canadian Infantry Corps / Corps d'infanterie royal canadien) zusammengefasst.
Drei Regimenter bilden die reguläre Infanterie des kanadischen Heeres – die englischsprachigen The Royal Canadian Regiment und Princess Patricia's Canadian Light Infantry und das französischsprachige Royal 22e Régiment. Als Mobilisierungsverband hat das Royal Canadian Regiment ein Milizbataillon und das Royal 22e Régiment zwei. Die regulären Kräfte der drei Regimenter stellen zwei mechanisierte Infanterie- und ein Jägerbataillon. Die mechanisierten Bataillone gliedern sich in drei Schützenpanzerkompanien, eine Kampfunterstützungs- und eine Stabs- und Versorgungskompanie. Die Jägerbataillone bestehen aus drei Jägerkompanien – je eine Fallschirmjägerkompanie, eine Luftmobile Kompanie und eine Gebirgsjägerkompanie, mit einer Kampfunterstützungs- und einer Stabs- und Versorgungskompanie. Die Reserve-Bataillone der Infanterie sind motorisierte Einheiten ohne Spezialisation.

### Kavallerie
Die Kampfpanzer- und Panzeraufklärungseinheiten des kanadischen Heeres sind aus traditionellen Gründen als Kavallerie kategorisiert. Die kanadische Kavallerie ist im Königlichen Kanadischen Kavalleriekorps (Royal Canadian Armoured Corps / Corps blindé royal canadien) organisiert. Im Gegensatz zu den anderen Heeren der NATO-Mitgliedsländer sind die gepanzerten Einheiten nicht getrennt, sondern die Kampfpanzer- und Spähpanzerkompanien (Schwadronen genannt) sind zusammen in regulären Kavallerieregimentern integriert. Die gleiche Situation erscheint auch in der Reserve der Kavallerie, wo Spähpanzer- und leichte Aufklärungskompanien (auch Schwadronen) zusammengebunden sind. Zur Ausrüstung gehören unter anderem: der Spähpanzer Coyote (Variante des Piranha) und Leopard-2-Panzer der Typen A6M CAN und A4M CAN.

### Pioniereinheiten
Pioniereinheiten beim Militär dienen dazu, im Krieg zerstörte Infrastrukturen und andere Einrichtungen wieder nutzbar zu machen. Die kanadischen Pioniertruppen sind im Korps der Königliche Kanadische Pioniere (The Corps of Royal Canadian Engineers / Corps du génie royal canadien) organisiert. Diese Truppengattung wird auch als Nachfolger der Kavallerie gesehen und so werden ihre Bataillone Regimenter und ihre Kompanien Schwadronen genannt. Die regulären Regimenter sind aus Schwadronen verschiedener Spezialisierungen gebildet (gepanzerte Kampfpionierkompanien, Brückenleger, Sprengstoffexperten, Baupioniere usw.). Die Reserve-Regimenter bestehen aus gemischten Feldpionierschwadronen, die generell an verschiedenen Standorten stationiert sind. Diese Einheiten verfügen über Basisfähigkeiten und haben neben Krisenreaktion und Bevölkerungsschutz die Aufgaben, die regulären Regimenter bei Auslandseinsätzen mit Personal zu verstärken und die Milizeinheiten der anderen Truppengattungen in Pionierwesen auszubilden. Zur Ausstattung gehören unter anderem das Badger Armoured Engineering Vehicle (AEV), Taurus – Armoured Recovery Vehicle (ARV) und die Pioniervariante des LAV III.

### Artillerieeinheiten
Die Artillerie sichert die Streitkräfte mit einer starken Feuerkraft. Die kanadische Artillerie ist unter anderem mit 105-mm- und 155-mm-Haubitzen sowie mit 81-mm-Mörsern ausgerüstet. Die Artillerie des kanadischen Heeres folgt im Gegensatz zu der Infanterie, zu der Kavallerie und zu den Pionieren die Traditionen von zwei verschiedenen Militärkorps. Die Artilleriebataillone der drei regulären Kanadischen Mechanisierten Brigadegruppen sind Regimenter genannt und gehören traditionell zu der Königlichen Kanadischen Reitenden Artillerie (Royal Canadian Horse Artillery, auf Französisch eigentlich Kanadische Leichte Artillerie (Artillerie légère du Canada) genannt). Die Artilleriebataillone der Reserve Kanadischen Brigadegruppen sind Feldregimenter oder Feldartillerieregimenter genannt und gehören traditionell zur Königlichen Kanadischen Artillerie (Royal Canadian Artillery / Artillerie royale canadienne). Dazu kommen auch einige selbstständige Feldbatterien. Die kanadische Artillerie ist generell Feldartillerie, die mit gezogenen Haubitzen ausgerüstet ist. Die einzige Ausnahme von diesen Regeln ist das 4th Artillery Regiment (General Support), Royal Canadian Artillery. Sie ist die einzige reguläre Einheit der Königlichen Kanadischen Artillerie, die einzige selbstfahrende kanadische Artillerieeinheit und auch die einzige kanadische Flugabwehr-Artillerieeinheit.

### Führungsunterstützungstruppen
Die Fernmeldeeinheit ermöglichen einen direkten Funk, Telefon oder Computerdaten Verbindung über Satellitensysteme während eines Einsatzes. Ausgestattet sind diese mit Funkgeräten, Satellitentelefonen und Tactical-Command- und Control-Communications-Systemen.
Die kanadischen Fernmeldetruppen sind eigentlich nicht eine Heerestruppengattung, sondern eine unifizierte Truppengattung der Streitkräfte generell. Das ist die Kommunikations- und Elektronikbranche (Communications and Electronics Branch / Branche des communications et de l'électronique) und die dazugehörenden Heeresuniformträger bilden das Königliche Kanadische Fernmeldekorps (Royal Canadian Corps of Signals / Corps des transmissions royal du Canada).

### Kampfunterstützungstruppen
Darunter fallen vor allem logistische Einheiten, welche die benötigten Kriegsmaterialien transportieren (Lebensmittel und andere Materialien). Nach der Unifizierung der drei Teilstreitkräfte wurden die verschiedenen Logistikkorps des Heeres, der Marine und der Streitkräfte in einer einzelnen Truppengattung – die Logistische Branche (Logistics Branch / Branche de la logistique) gebunden. Diese sind unter anderem ausgerüstet mit leichten Unterstützungs-Fahrzeugen (Light Utility Vehicle Wheeled), ungeschützten schweren Transportfahrzeugen (Heavy Logistics Vehicle Wheeled – HLVW) und seit 2007 mit geschützten Transport- und Bergefahrzeugen des Armoured Heavy Support Vehicle System (AHSVS). Das AHSVS basiert auf den geländegängigen Mercedes-Benz-Lastwagen der Actros-Serie 4100. Sie sind nach dem NATO-Standard STANAG 4569 gepanzert und bieten Schutz gegen Beschuss aus Handwaffen, Minen- und IED-Explosionen. Die eingeführten Varianten erstrecken sich dabei auf Transportfahrzeug mit Ladekran, Berge- und Instandsetzungsfahrzeuge, Schwerlastsattelzüge und Wechselladerfahrzeuge.

### Militärpolizei
Die kanadische Militärpolizei ist (wie die kanadischen Fernmelde-, Logistik- und Sanitätstruppen) eine unifizierte Branche der Streitkräfte – Militärpolizei der Kanadischen Streitkräfte (Canadian Forces Military Police / Police militaire des Forces canadiennes). Diese Branche ist weiter in verschiedene Gattungen gegliedert, welche die Einsätze des Heeres, der Marine, der Luftstreitkräfte, der Spezialkräfte und die gemeinsame Operationen unterstützen. Die Militärpolizeigruppe des Kanadischen Heeres (Land Force Military Police Group / Groupe de la Police militaire de l'Armée canadienne). Die Gruppe hat ein Hauptquartier in der Hauptstadt Ottawa und vier Regimenter – eines für jede Heeresdivision.

## Uniformen

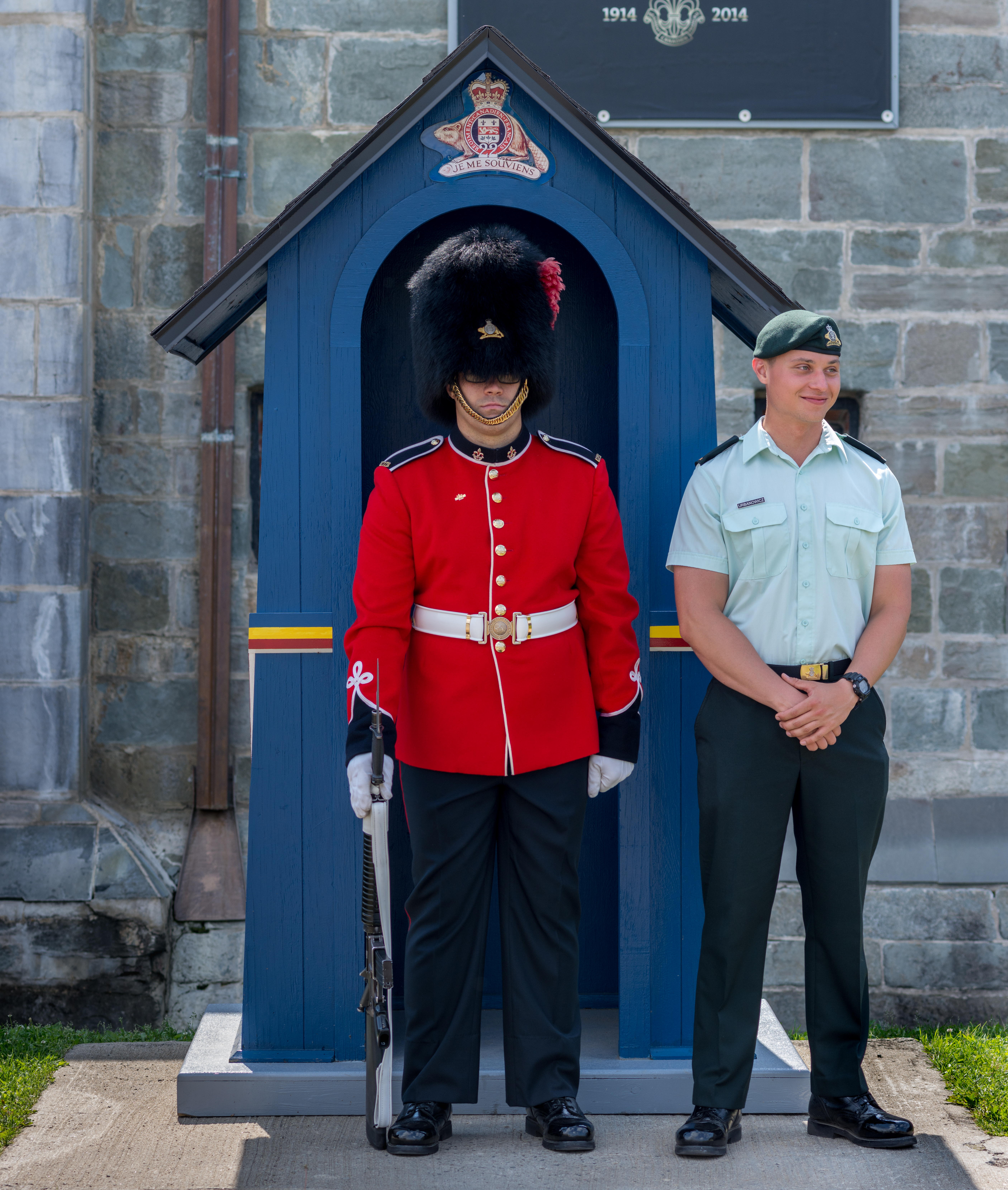
Zwei Soldaten des „Royal 22^{e} Régiment“ (links im „Ceremonial Dress“, rechts im „Service Dress“)

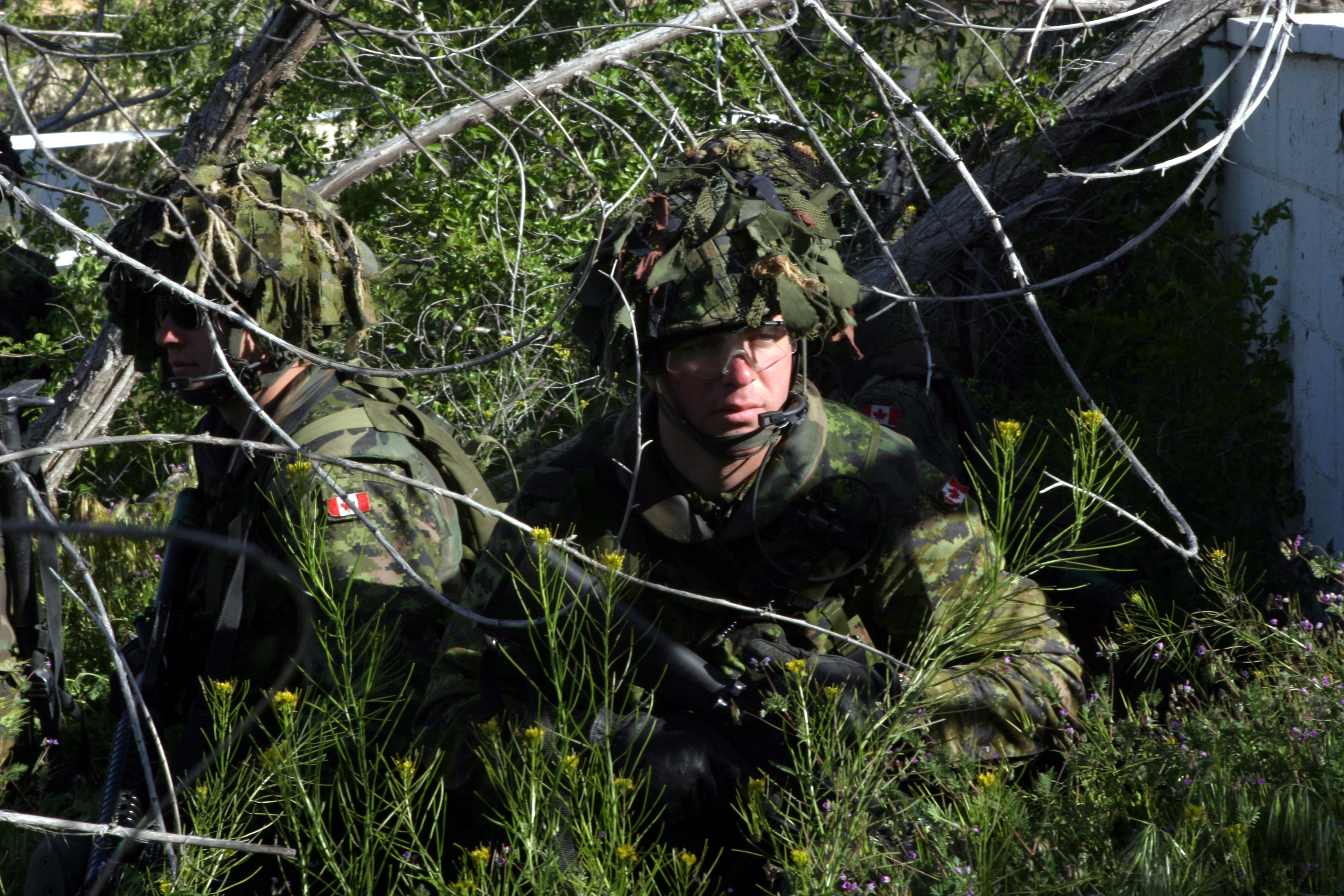
Soldaten im „Operational Dress“ (hier in „Field Combat Clothing“)

In der kanadischen Armee werden neben der Einsatz- und Felduniform (Operational Dress) eine Vielzahl verschiedener Uniformen getragen, darunter eine zeremonielle Uniform (Ceremonial Dress), eine Gesellschaftsuniform (Mess Dress) und eine Dienstkleidung (Service Dress). Die kanadischen Uniformen entwickelten sich dabei von 1900 bis zur Vereinigung der kanadischen Streitkräfte im Jahr 1968 parallel zu denen der britischen Armee, wiesen jedoch deutliche Unterschiede auf.
Mit dem CADPAT (CAnadian Disruptive PATtern) führte die kanadische Armee im Jahr 2002 für ihre „Field Combat Clothing“ ein eigenes Tarnmuster ein. Es ist das weltweit erste computergestützt entwickelte Tarnmuster.

## Ausrüstung
Kanada ist eine Industrienation mit einem hochentwickelten Forschungs-, Entwicklungs- und Technologiesektor. Seit dem Ersten Weltkrieg produziert Kanada seine eigenen Infanteriefahrzeuge mit Schießausstattung, Panzerabwehrkanonen, Handfeuerwaffen und Sturmgewehre für die kanadischen Streitkräfte. Trotz der Budgeteinsparungen zwischen 1960 und 2000 ist das Heer relativ gut ausgestattet. Die kanadische Army verfügt über etwa 10.500 Fahrzeuge wie beispielsweise den G-Wagon und das Navistar 7000 series sowie etwa 2.700 Panzer; unter anderem den LAV-III-Radpanzer von General Dynamics Canada und den Leopard 2. Weiterhin verfügt die Army über 150 Feldhaubitzen wie die M777 und das GIAT LG1.
Bei der Infanterie wurde das C7 Rifle / C8 Carbine als Standardsturmgewehr eingeführt, sowie als Ergänzung die C7 mit einem M203 Granatwerfer und die C9. Die C7/C8 wurde zur Variante C7A2 nachgerüstet.

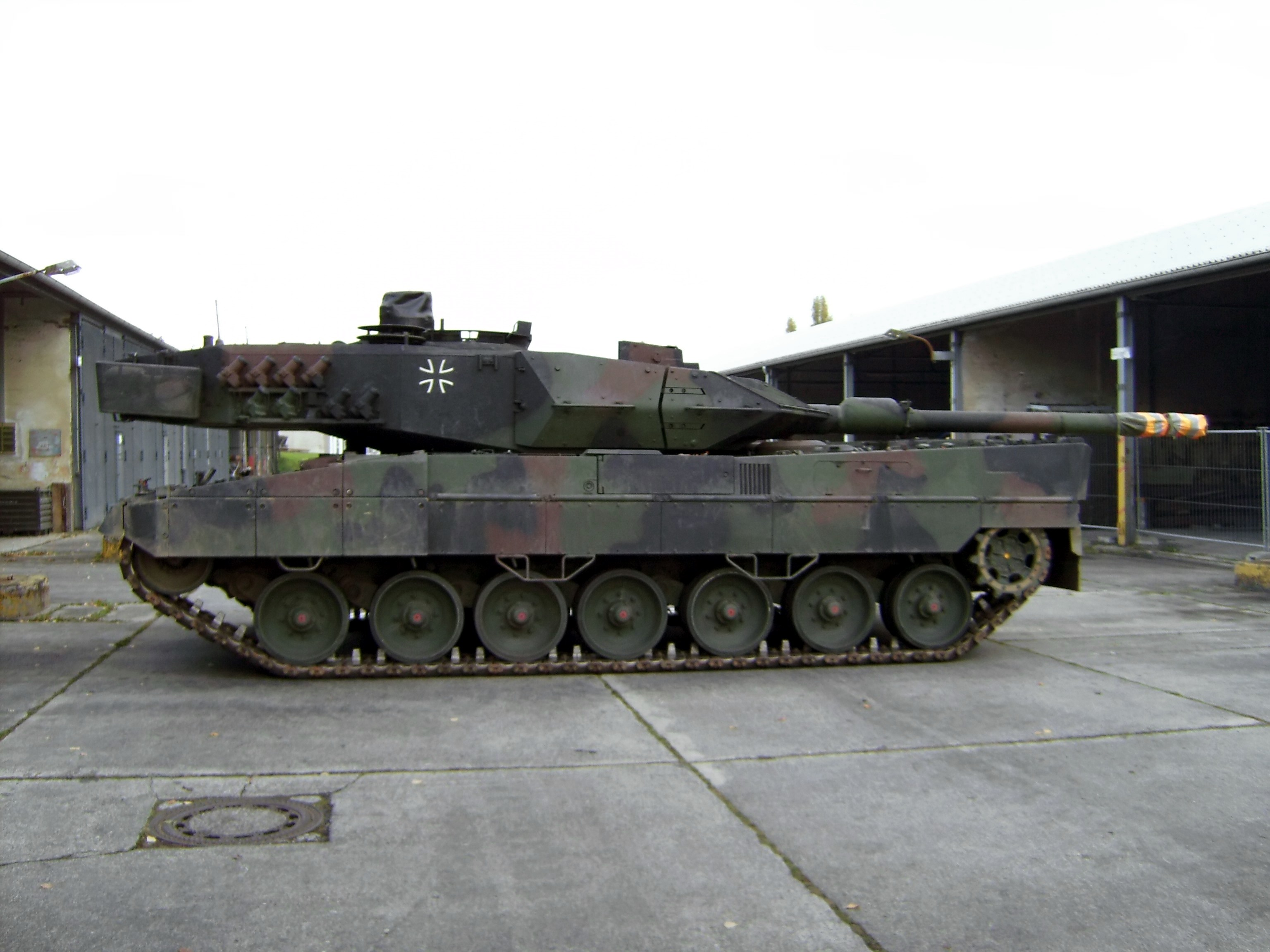
Leopard 2A6M (Abb. KPz der Bundeswehr)
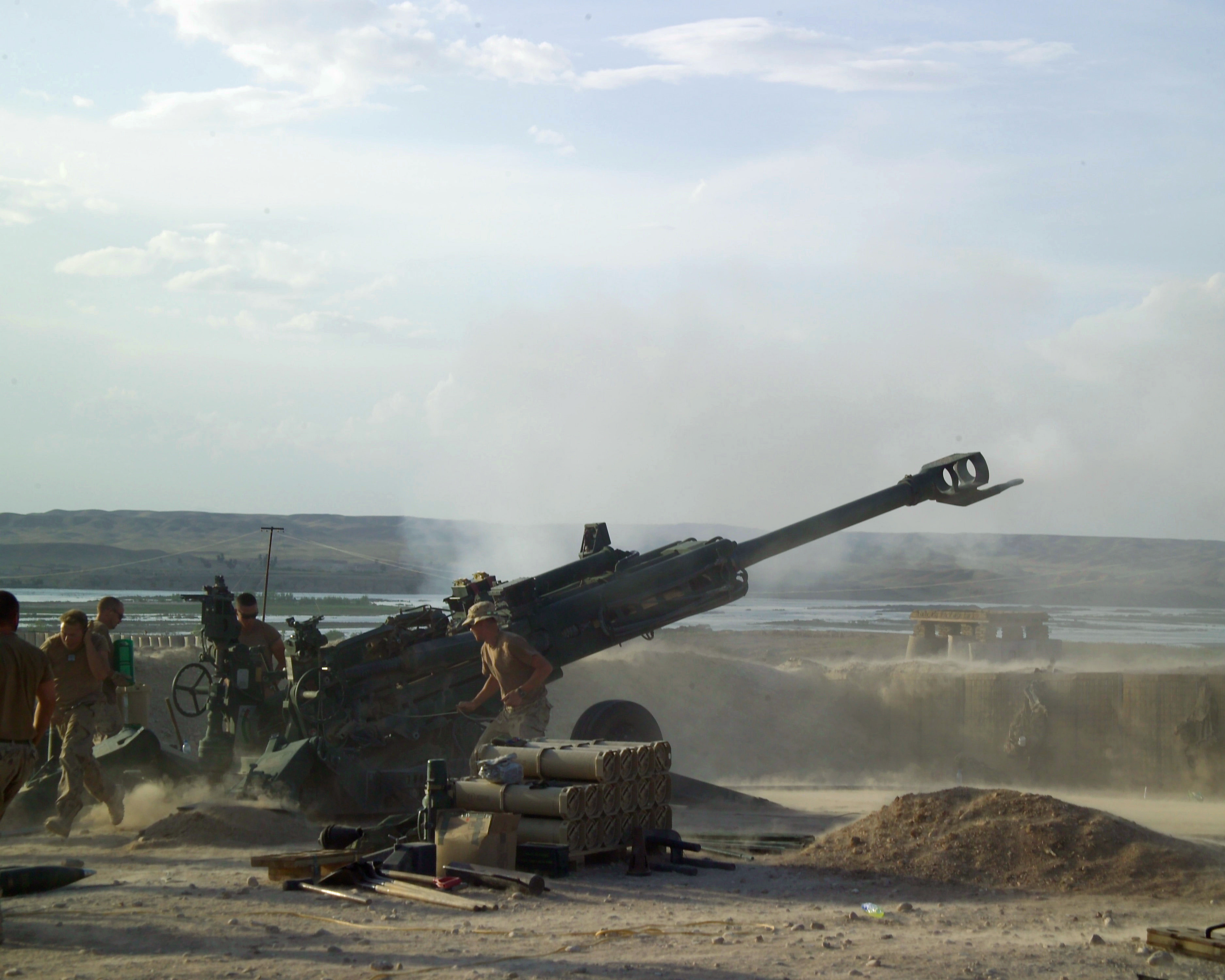
Haubitze M777
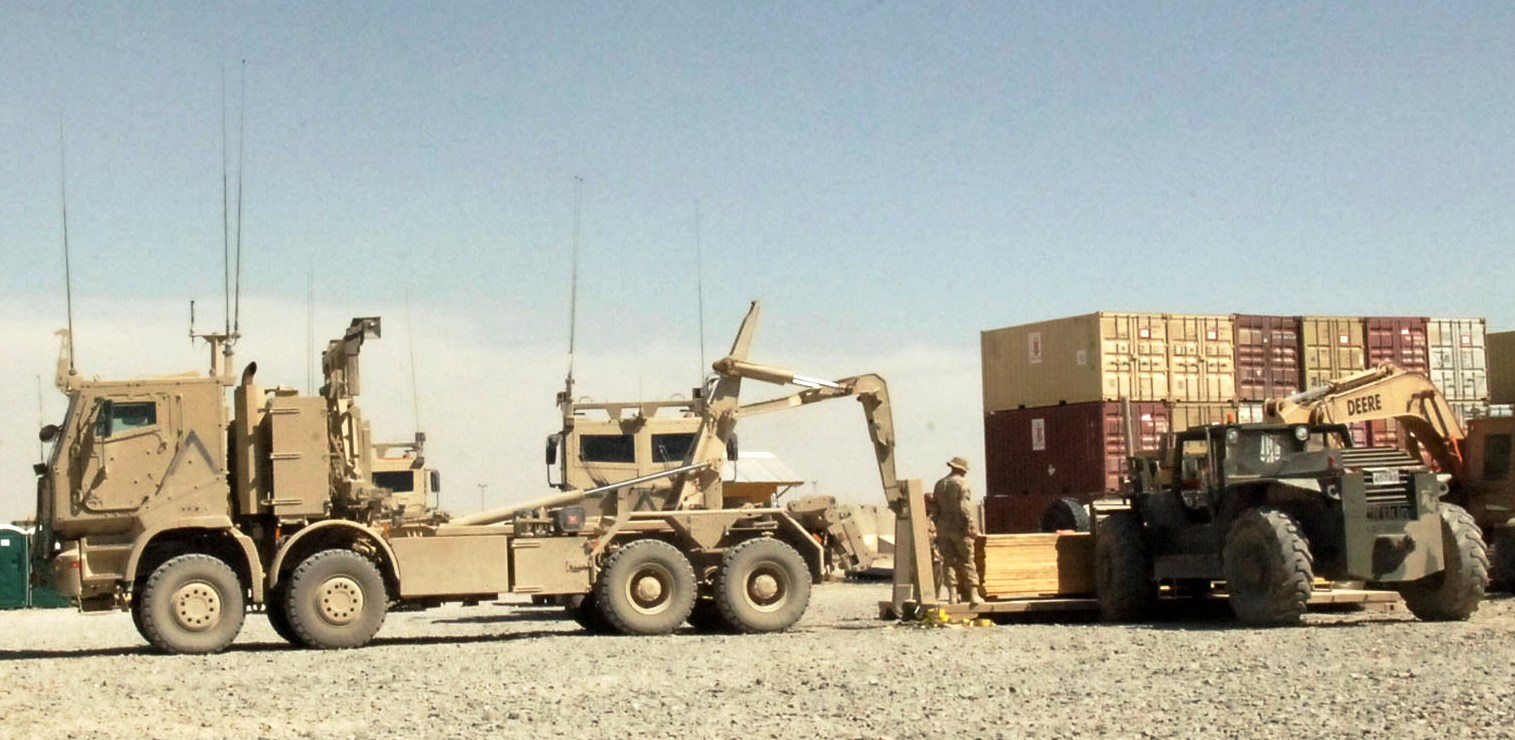
Wechselladerfahrzeug der AHSVS-Serie

### Kurzübersicht Fahrzeuge
Das Heer verfügt über folgende gepanzerte Fahrzeuge und Artillerie: (Stand Dezember 2020):
- 20 Leopard 2A6M CAN (Ex-Fahrzeuge der Bundeswehr)
- 62 Leopard 2; davon 20 auf Rüststand 2A4M CAN. Die restlichen 42 2A4 dienen als Ausbildungsfahrzeuge. (Ex-Fahrzeuge des niederländischen Heeres)
- 12 Bergepanzer 2A2
- 18 Pionierpanzer Wisent 2
- 550 LAV VI, davon 278 Schützenpanzer, 181 Führungsfahrzeuge, 47 Spähpanzer und 44 Instandsetzungsfahrzeuge
- 283 LAV II Bison und Coyote, in diversen Ausführungen; werden ab 2021 durch 360 LAV VI ACSV/LRSS Super Bison ersetzt
- 500 Textron Tactical Armoured Patrol Vehicle (TAPV), in diversen Ausführungen als Taktisches gepanzertes Patrouillen- und Aufklärungsfahrzeug, vor allem im Einsatz bei den Reserveverbänden
- 37 M777, gezogene Haubitze
- 86 Fahrzeugen des Armoured Heavy Support Vehicle System (AHSVS)
- 591 Fahrzeuge des Heavy Logistics Vehicle Wheeled (HLVW)

## Stützpunkte der Army
In Kanada verfügt die Canadian Army in folgenden Städten/Provinzen über Stützpunkte:
- CFB Edmonton, Alberta
- CFB Gagetown, New Brunswick
- CFB Kingston, Ontario
- CFB Montreal, Quebec
- CFB Petawawa, Ontario
- CFB Shilo, Manitoba
- CFB Suffield, Alberta
- CFB Valcartier, Quebec
- CFB Wainwright, Alberta